# Daniel Gołębiewski
Daniel Gołębiewski (* 15. Juli 1987 in Wyszków, Polen) ist ein polnischer Fußballspieler, der als Mittelstürmer fungiert.

## Karriere
Daniel Gołębiewski spielte in seiner Jugend für MOSiR Wyszków, bevor er im Alter von siebzehn Jahren in die Jugendabteilung von Polonia Warschau wechselte. Danach schaffte er über die zweite Mannschaft den Sprung in die erste Mannschaft. Jedoch kam er zunächst nicht zum Einsatz. Daher wurde er in der Rückrunde 2007/08 an den Drittligisten ŁKS Łomża ausgeliehen. Nachdem er zurückkehrte, erkämpfte er sich über die Mannschaft in der Jugendliga Młoda Ekstraklasa wieder einen Platz in der ersten Mannschaft. Am 21. Spieltag der Saison 2008/09 (21. März 2009) stand er das erste Mal im Auswärtsspiel gegen Śląsk Wrocław (1:0) in der Ekstraklasa in der Startelf. Sein erstes Tor erzielte er in der gleichen Saison am vorletzten Spieltag im Heimspiel gegen Lech Posen (3:3). In den nächsten zwei Spielzeiten gehörte fast immer zum Kader, kam jedoch meist nur als Einwechselspieler zum Einsatz. In der Hinrunde der Saison 2011/12 wurde er an den Ligakonkurrenten Górnik Zabrze ausgeliehen, in der Rückrunde an Korona Kielce. Nach der Saison 2011/12 kehrte er zu Polonia Warschau zurück. Im Februar 2013 übernahm er dann das Kapitänsamt bei Polonia Warschau.